# 波のうえの魔術師
『波のうえの魔術師』（なみのうえのまじゅつし）は、2001年に刊行された石田衣良のサスペンス長編小説。バブル崩壊後の不況下の日本を舞台に、怪しげな個人投資家の老紳士と就職浪人の青年が手を組み、大手都市銀行を破滅させるために暗躍する。
2002年に『ビッグマネー!〜浮世の沙汰は株しだい〜』の題で、フジテレビにてテレビドラマ化された。主演は長瀬智也、植木等。

## あらすじ
1998年、バブル崩壊後の不況に喘ぐ日本。大学を卒業するも就職浪人となっていた青年・白戸則道はパチンコで生計を立てていた。ある時、怪しげな老紳士・小塚泰造に月給25万円で自分の秘書をしないかと声をかけられる。突然の申し出に白戸は訝しがるが、小塚は君には他の冴えない一般人たちとは違うものがあると曖昧な回答をする。
小塚に興味を持った白戸は話に乗り、仕事を受けることにする。小塚の正体は戸建ての古民家に住む風変わりな個人投資家で、家族はいないという。経済や株式など何も知らない白戸に対し、小塚はまず毎日必ず新聞の経済面を読むことを課し、その上で特定の銘柄のチャートを手書きすることを仕事とする。こうして半年ほど過ぎ、経済や株式を理解してきた白戸に小塚は新しい仕事を任せていく。
小塚との日々を過ごす中で、白戸は彼がただの個人投資家ではなく、ヤクザの辰美や、外資銀行の代表フクハラといった者とも親しく面識があることを知る。また、若き日には証券会社に勤め、その同僚であった親友・波多野と一人の女性、テルコを巡って争うも破れて以来独身を通していた。そのテルコは、数年前に夫を事故で亡くして独り身の上に、アルツハイマーを患って老人ホームに住んでおり、唯一の知人として小塚が定期的に面倒を見ていた。
やがて白戸は、小塚より長年秘めていた計画を打ち明けられる。それは預金量第3位という大手都市銀行・まつば銀行に取り付け騒ぎを起こして経済基盤にダメージを与え、外資に買収されるように仕向けるという壮大なものであった。実はまつば銀行はバブル末期に変額保険を相続税対策と言って老人たちに大量に売り、それが原因で彼らを破産に追い込んでいったという過去があった。テルコもその犠牲者の一人であり、亡き夫の財産が失われ、そのショックで痴呆が進行してしまったという。そして、小塚はその大仕事のために自分の手足となって動ける相棒を探していたところ、白戸に白羽の矢を立てたという。一方で変額保険の発案者で、やり手の銀行家である、まつば銀行の山崎は、水面下で事態を察知し、警戒し始める。また、白戸は情報収集のため、女性キャリア行員の保坂に近づき男女の仲となるが、自責の念に駆られる。
現役の行員である関根らを味方につけ、また辰美らの協力の下、入念な準備を進め、白戸と小塚は「秋のディール」と呼ぶ計画を実行に移す。山崎は必死に防衛策を講じるが、小塚の計画がその上を行き、復讐計画は完了する。しかし、その翌朝、白戸は警察の訪問を受け、風説の流布といった相場操縦の経済犯罪で捕まる。小塚という老人は存在せず、またテルコは何者かによって老人ホームから出所していた。白戸は辰美のことなど一部は黙秘して刑期を全うする。
出所した白戸は辰美に出迎えられ、小塚からの謝罪の手紙と、多額の報酬を受け取る。白戸は小塚に感謝しながら報酬を元手に個人投資家として出発することを決意し、物語は終わる。

## 登場人物

### 主要人物
白戸 則道（しらと のりみち）
主人公。
傍目にはどこにでもいそうな就職に失敗した大卒の青年。地方出身でどこにも雇ってもらえず、パチンコで生計を立てていたところ、謎の老人・小塚に声を掛けられ、破格の待遇で彼に雇われることになる。パチンコの勝敗を記録するなど几帳面な一面がある。出身は新潟県新潟市で、親は県庁に勤務する公務員。
当初は経済や株式のことなど何も知らなかったが、小塚の元で勉強し、半年ほどで投資家としての基本を身につける。以降、小塚の手足となって彼の計画のために行動する。
小塚 泰造（こづか たいぞう）
本作のもう一人の主人公。個人投資家。白戸からは地の文で「小塚老人」と呼称される。
身なりの良い小柄な老人。都内の普通の住宅地の古民家に住むが「伝説の相場師」と評される凄腕の投資家であり、莫大な資産があることが示唆される（ただし、資金は投資家にとって床屋のハサミと同じ商売道具という持論を持ち、仕事以外で道具は使わないとする）。辰美といったヤクザの長からフクハラといったエリート外資行員まで対等に接し、掴みどころがない。

### まつば銀行
山崎 史彦（やまざき ふみひこ）
まつば銀行の行員。
物語の発端となる変額保険の発案者であるやり手の銀行家。水面下で進む小塚の計画の臭いを嗅ぎ取り、警戒する。
関根 秀樹（せきね ひでき）
まつば銀行・町屋駅前支店の営業係（得意先係）。
気弱な性格の男で、過酷なノルマを背負わされ常に疲弊している。日頃からノルマ未達の罰則として販促用の化学調味料を食べさせられ、銀行を恨み始める。
保坂 遥（ほさか はるか）
まつば銀行・町屋駅前支店に勤務するキャリア女性行員。年齢は30前後。
白戸と知り合い、やがて男女の仲となる。

### その他
辰美 周二（たつみ しゅうじ）
暴力団幹部。
右翼団体の代表も務める強面の男。昔気質なヤクザらしい筋を通す性格。小塚から融資を受けるなど日頃から深い関係を持ち、彼の計画の実働的な部分を担う。特に大量のホームレスを動員して取り付け騒ぎを引き起こさせるという発火を行う役目を担う。
ケント・フクハラ
外資であるウィンザー銀行の代表。
エリート行員らしい外見の男性。小塚からは目の前の弱者は救おうとするが、自分から見えない大量の人間を平気で不幸にすると評される。表向きはまつば銀行の友好銀行として接するが、水面下では買収を狙っており、利害が一致した小塚に協力する。
波多野 テルコ（はたの テルコ）
小塚の友人で親友の妻。
特別養護老人ホームで暮らす老嬢。未亡人で身寄りはない。アルツハイマーを患っており、白戸のことを小塚と認識している。小塚曰く昔のガールフレンドであったが、親友・波多野に負けたという。これによって小塚は生涯独身を通し、今も彼女を慕っている。
波多野
小塚の元同僚で親友。故人。
かつて証券会社に務めていた小塚の同僚であり親友。テルコを取り合った仲で、最終的には自分のものとする。
数年前に投資の失敗で多額の借金を作り、保険金目当てで、事故死に見せかけて自殺する。残される妻のために、資産をまつば銀行の変額保険に変え、事後を小塚に託した。

## 書籍情報
- 文藝春秋（2001年8月、ISBN 4-16-320280-3 / ISBN 978-4-16-320280-8)
- 文春文庫（2003年9月10日、ISBN 4-16-717407-3）
- 徳間書店（2007年2月、ISBN 978-4198925529 ）

## テレビドラマ
2002年にフジテレビにてテレビドラマ化された。主人公の白戸を長瀬智也、小塚を植木等が演じた。